# Horgyest
Horgyest (Horgești) település Romániában, Moldvában, Bákó megyében.

## Fekvése
A Szeret folyó bal partján, a Răcătău patak völgyében, Bákótól délkeletre fekvő település.

## Története
Horgyest nevét 1442-ben említik először az oklevelekben.
A település a 17-18. században csaknem elpusztult. Lakói helyére a Moldva folyó környéki falvakból, főleg Bírófalváról települtek ide. Az egykor magyar lakosságú falu az 1800-as évek elejére szinte teljesen elrománosodott, az 1900-as évek elejére már csak néhány családnév utalt magyar származásukra. 1930-ban 1316 lakosa volt a településnek, melyből 207 volt magyar nemzetiségű, és 814 volt római katolikus. 1992-es népszámláláskor 4317 lakosából 1512 volt római katolikus.

## Nevezetességek
- Római katolikus temploma - az 1800-as évek elején épült. Mária Magdolna tiszteletére szentelték fel.